# Adam Pusłowski
Adam Pusłowski herbu Szeliga (ur. 1842 Sienno, gubernia mińska – zm. 8 lipca 1863 Nowogródek) – polski działacz narodowy, powstaniec styczniowy.

## Życiorys
Urodził się w 1842 roku w majątku Sinno w powiecie nowogródzkim, guberni mińskiej. Syn ziemianina Jana Pusłowskiego i Eweliny z Obuchowiczów. Studiował w Petersburgu i Krakowie. W 1863 roku wrócił do rodzinnego majątku i działał w polskich organizacjach narodowych. W czasie powstania styczniowego był dowódcą oddziału powstańczego, należał do partii nowogródzkiej. W Wielkanoc 1863 roku wraz z grupą powstańców udał do Derewnej, gdzie miał na nich czekać dowódca Konstanty Doboszyński oraz miała być dostarczona im broń. W drodze powrotnej został pojmany przez Rosjan. Został uwięziony w Nowogródku. 
Dnia 8 lipca 1863 roku na rozkaz Murawjowa (bez wyroku sądowego) został przywiązany do słupa i rozstrzelany w Nowogródku. Ojciec potajemnie wykopał jego ciało i pochował w podziemiach zniszczonej fary w Nowogródku. Zgodnie z życzeniem jego matki Eweliny, po jej śmierci w 1880 roku, został pochowany z nią w jednej trumnie we wspólnym grobie. Grobowiec znajduje się w miejscowości Zagórze Siennieńskie.